# Première circonscription de Vaucluse
La première circonscription de Vaucluse est l'une des cinq circonscriptions législatives que compte le département français de Vaucluse (84), situé en région Provence-Alpes-Côte d'Azur.
Elle est représentée à l'Assemblée nationale, lors de la XVIIe législature de la Cinquième République, par le militant antifasciste Raphaël Arnault.

## Description géographique et démographique

### De 1958 à 1986
La première circonscription de Vaucluse  était composée de :
- Canton d'Avignon-Nord
- Canton d'Avignon-Sud
- Canton de Cavaillon
- Canton de l'Isle-sur-la-Sorgue

Source : Journal Officiel du 14-15 Octobre 1958.

### De 1988 à 2010
La première circonscription de Vaucluse est délimitée par le découpage électoral de la loi no 86-1197 du 24 novembre 1986, elle regroupe les divisions administratives suivantes : 
- Canton d'Avignon-Est
- Canton d'Avignon-Nord
- Canton d'Avignon-Ouest
- Canton d'Avignon-Sud.

L'ordonnance no 2009-935 du 29 juillet 2009, ratifiée par le Parlement français le 21 janvier 2010, n'a pas changé la composition de cette circonscription. À la suite du redécoupage cantonal de 2014, la circonscription s'étend sur les communes d'Avignon, Le Pontet et Morières-lès-Avignon.
D'après le recensement général de la population en 2022, réalisé par l'Institut national de la statistique et des études économiques (INSEE), la population totale de cette circonscription était estimée à 118 741 habitants,. En 2022, cette population était de 118 741 habitants.

| Nom                  | Code Insee | Intercommunalité | Superficie (km2) | Population (dernière pop. légale) | Densité (hab./km2) |
| -------------------- | ---------- | ---------------- | ---------------- | --------------------------------- | ------------------ |
| Avignon              | 84007      | CA Grand Avignon | 64,91            | 91 760 (2022)                     | 1 414              |
| Le Pontet            | 84092      | CA Grand Avignon | 10,77            | 17 985 (2022)                     | 1 670              |
| Morières-lès-Avignon | 84081      | CA Grand Avignon | 10,35            | 8 996 (2022)                      | 869                |

## Historique des députations
| Législature | Début de mandat | Fin de mandat  | Député                  | Parti politique | Observations |
| ----------- | --------------- | -------------- | ----------------------- | --------------- | --- |
| Ire         | 9 décembre 1958 | 9 octobre 1962 | Henri Mazo              | UNR             | Mandat écourté à la suite d'une dissolution parlementaire décidée par Charles de Gaulle. |
| IIe         | 6 décembre 1962 | 2 avril 1967   | Henri Duffaut           | SFIO            | |
| IIIe        | 3 avril 1967    | 30 mai 1968    | Henri Duffaut           | SFIO            | Mandat écourté à la suite d'une dissolution parlementaire décidée par Charles de Gaulle. |
| IVe         | 11 juillet 1968 | 1er avril 1973 | Jean-Pierre Roux        | UDR             | |
| Ve          | 2 avril 1973    | 2 avril 1978   | Henri Duffaut           | PS              | |
| VIe         | 3 avril 1978    | 22 mai 1981    | Dominique Taddei        | PS              | Mandat écourté à la suite d'une dissolution parlementaire décidée par François Mitterrand. |
| VIIe        | 2 juillet 1981  | 1er avril 1986 | Dominique Taddei        | PS              | |
| VIIIe       | 2 avril 1986    | 14 mai 1988    | Aucun                   | Aucun           | Proportionnelle par département, pas de député par circonscription. Mandat écourté à la suite d'une dissolution parlementaire décidée par François Mitterrand.                                                        |
| IXe         | 23 juin 1988    | 1er avril 1993 | Guy Ravier              | PS              | Maire d'Avignon à partir de 1989. |
| Xe          | 2 avril 1993    | 21 avril 1997  | Marie-Josée Roig,       | RPR,            | Mandat écourté à la suite d'une dissolution parlementaire décidée par Jacques Chirac. |
| XIe         | 12 juin 1997    | 4 juillet 1997 | Élisabeth Guigou        | PS              | Cécile Helle occupe le siège à la suite de sa nomination comme ministre de la Justice. |
| XIe         | 5 juillet 1997  | 18 juin 2002   | Cécile Helle            | PS              | Cécile Helle occupe le siège à la suite de sa nomination comme ministre de la Justice. |
| XIIe        | 19 juin 2002    | 30 avril 2004  | Marie-Josée Roig,       | UMP,            | Alain Cortade occupe le siège à la suite de sa nomination comme ministre de la Famille et de l'Enfance. |
| XIIe        | 1er mai 2004    | 19 juin 2007   | Alain Cortade,          | UMP,            | Alain Cortade occupe le siège à la suite de sa nomination comme ministre de la Famille et de l'Enfance. |
| XIIIe       | 20 juin 2007    | 19 juin 2012   | Marie-Josée Roig        | UMP             | Maire d'Avignon. |
| XIVe        | 20 juin 2012    | 20 juin 2017   | Michèle Fournier-Armand | PS              | Conseillère générale du canton d'Avignon-Sud. |
| XVe         | 21 juin 2017    | 29 mars 2020   | Jean-François Cesarini  | LREM            | Souad Zitouni récupère le siège à la suite du décès de Jean-François Cesarini en cours de mandat. |
| XVe         | 30 mars 2020    | 21 juin 2022   | Souad Zitouni           | LREM            | Souad Zitouni récupère le siège à la suite du décès de Jean-François Cesarini en cours de mandat. |
| XVIe        | 22 juin 2022    | 3 juin 2023    | Joris Hébrard           | RN              | Maire du Pontet, Joris Hébrard démissionne après avoir inauguré une mosquée et fait l'objet de critiques au sein de son parti. Mandat écourté à la suite d'une dissolution parlementaire décidée par Emmanuel Macron. |
| XVIe        | 4 juin 2023     | 9 juin 2024    | Catherine Jaouen        | RN              | Maire du Pontet, Joris Hébrard démissionne après avoir inauguré une mosquée et fait l'objet de critiques au sein de son parti. Mandat écourté à la suite d'une dissolution parlementaire décidée par Emmanuel Macron. |
| XVIIe       | 18 juillet 2024 | en cours       | Raphaël Arnault         | LFI             | Créateur et porte-parole du groupe Jeune Garde antifasciste. |

## Historique des élections

### Élections de 1958
| Candidat       | Candidat         | Parti          | Premier tour | Premier tour | Second tour | Second tour |  |
| Candidat       | Candidat         | Parti          | Voix         | %            | Voix        | %           |  |
| -------------- | ---------------- | -------------- | ------------ | ------------ | ----------- | ----------- |  |
|                | Henri Mazo élu   | UNR            | 11 469       | 24,34        | 30 981      | 68,69       |  |
|                | Paul Puaux       | PCF            | 9 659        | 20,5         | 14 123      | 31,31       |  |
|                | Édouard Daladier | Radsoc         | 7 648        | 16,23        | Retrait     | Retrait     |  |
|                | Henri Duffaut    | SFIO           | 7 488        | 15,89        | Retrait     | Retrait     |  |
|                | Gabriel Valay    | MRP            | 4 638        | 9,84         | Retrait     | Retrait     |  |
|                | Pierre Duplan    | CNIP           | 3 263        | 6,92         | Retrait     | Retrait     |  |
|                | Pierre Pommier   | CR             | 2 963        | 6,29         | Retrait     | Retrait     |  |
|                |                  |                |              |              |             |             |  |
| Inscrits       | Inscrits         | Inscrits       | 63 018       | 100,00       | 62 977      | 100,00      |  |
| Abstentions    | Abstentions      | Abstentions    | 14 352       | 22,77        | 15 069      | 23,93       |  |
| Votants        | Votants          | Votants        | 48 666       | 77,23        | 47 908      | 76,07       |  |
| Blancs et nuls | Blancs et nuls   | Blancs et nuls | 1 538        | 3,16         | 2 804       | 5,85        |  |
| Exprimés       | Exprimés         | Exprimés       | 47 128       | 96,84        | 45 104      | 94,15       |  |

Le suppléant d'Henri Mazo était Constant Martin, conseiller municipal de Cavaillon.

### Élections de 1962
| Candidat       | Candidat           | Parti          | Premier tour | Premier tour | Second tour | Second tour |  |
| Candidat       | Candidat           | Parti          | Voix         | %            | Voix        | %           |  |
| -------------- | ------------------ | -------------- | ------------ | ------------ | ----------- | ----------- |  |
|                | Henri Duffaut élu  | SFIO           | 11 643       | 26,14        | 27 726      | 61,75       |  |
|                | Paul Puaux         | PCF            | 11 150       | 25,03        | Retrait     | Retrait     |  |
|                | Henri Mazo sortant | UNR-UDT        | 8 658        | 19,44        | 17 175      | 38,25       |  |
|                | Élie Tramier       | Radsoc         | 4 894        | 10,99        | Retrait     | Retrait     |  |
|                | Félix Monier       | MRP            | 4 778        | 10,73        | Retrait     | Retrait     |  |
|                | Maurice Marquis    | CNIP           | 3 416        | 7,67         | Retrait     | Retrait     |  |
|                |                    |                |              |              |             |             |  |
| Inscrits       | Inscrits           | Inscrits       | 66 487       | 100,00       | 66 483      | 100,00      |  |
| Abstentions    | Abstentions        | Abstentions    | 20 399       | 30,68        | 18 658      | 28,06       |  |
| Votants        | Votants            | Votants        | 46 088       | 69,32        | 47 825      | 71,94       |  |
| Blancs et nuls | Blancs et nuls     | Blancs et nuls | 1 549        | 3,36         | 2 924       | 6,11        |  |
| Exprimés       | Exprimés           | Exprimés       | 44 539       | 96,64        | 44 901      | 93,89       |  |

Le suppléant d'Henri Duffaut était Paul Trousse, agriculteur, maire de Cheval-Blanc.

### Élections de 1967
| Candidat       | Candidat                    | Parti          | Premier tour | Premier tour | Second tour | Second tour |  |
| Candidat       | Candidat                    | Parti          | Voix         | %            | Voix        | %           |  |
| -------------- | --------------------------- | -------------- | ------------ | ------------ | ----------- | ----------- |  |
|                | Henri Duffaut sortant réélu | FGDS (SFIO)    | 24 027       | 41,05        | 38 052      | 66,16       |  |
|                | Jacques Méron               | UD-Ve          | 15 433       | 26,37        | 19 459      | 33,84       |  |
|                | Daniel Miquel               | PCF            | 12 789       | 21,85        | Retrait     | Retrait     |  |
|                | Amédée Rougier              | CD (PDM)       | 6 286        | 10,74        |             |             |  |
|                |                             |                |              |              |             |             |  |
| Inscrits       | Inscrits                    | Inscrits       | 74 348       | 100,00       | 74 348      | 100,00      |  |
| Abstentions    | Abstentions                 | Abstentions    | 14 043       | 18,89        | 14 192      | 19,09       |  |
| Votants        | Votants                     | Votants        | 60 305       | 81,11        | 60 156      | 80,91       |  |
| Blancs et nuls | Blancs et nuls              | Blancs et nuls | 1 770        | 2,94         | 2 645       | 4,4         |  |
| Exprimés       | Exprimés                    | Exprimés       | 58 535       | 97,06        | 57 511      | 95,6        |  |

Le suppléant de Henri Duffaut était Fernand Lombard, adjoint au maire de Cavaillon.

### Élections de 1968
| Candidat       | Candidat              | Parti          | Premier tour | Premier tour | Second tour | Second tour |  |
| Candidat       | Candidat              | Parti          | Voix         | %            | Voix        | %           |  |
| -------------- | --------------------- | -------------- | ------------ | ------------ | ----------- | ----------- |  |
|                | Jean-Pierre Roux élu  | UDR (URP)      | 26 321       | 44,95        | 30 275      | 51,64       |  |
|                | Henri Duffaut sortant | FGDS (SFIO)    | 19 224       | 32,83        | 28 351      | 48,36       |  |
|                | Claude Mesliand       | PCF            | 11 039       | 18,85        | Retrait     | Retrait     |  |
|                | Jean Santi            | PSU            | 1 969        | 3,36         |             |             |  |
|                |                       |                |              |              |             |             |  |
| Inscrits       | Inscrits              | Inscrits       | 73 759       | 100,00       | 73 747      | 100,00      |  |
| Abstentions    | Abstentions           | Abstentions    | 13 747       | 18,64        | 13 814      | 18,73       |  |
| Votants        | Votants               | Votants        | 60 012       | 81,36        | 59 933      | 81,27       |  |
| Blancs et nuls | Blancs et nuls        | Blancs et nuls | 1 459        | 2,43         | 1 307       | 2,18        |  |
| Exprimés       | Exprimés              | Exprimés       | 58 553       | 97,57        | 58 626      | 97,82       |  |

Le suppléant de Jean-Pierre Roux était Joseph Bezert, chef d'entreprise à Avignon.

### Élections de 1973
| Candidat       | Candidat                 | Parti          | Premier tour | Premier tour | Second tour | Second tour |  |
| Candidat       | Candidat                 | Parti          | Voix         | %            | Voix        | %           |  |
| -------------- | ------------------------ | -------------- | ------------ | ------------ | ----------- | ----------- |  |
|                | Henri Duffaut élu        | PS (UGSD)      | 21 059       | 31,61        | 37 545      | 55,45       |  |
|                | Jean-Pierre Roux sortant | UDR (URP)      | 20 800       | 31,22        | 30 166      | 44,55       |  |
|                | Alain Passa              | PCF            | 13 468       | 20,22        | Retrait     | Retrait     |  |
|                | Félix Noseda             | CD (MR)        | 7 671        | 11,51        |             |             |  |
|                | Pierre Chamaillard       | Divers droite  | 1 453        | 2,18         |             |             |  |
|                | Raymond Gras             | PSU            | 1 286        | 1,93         |             |             |  |
|                | Michel Barbe             | OCT            | 882          | 1,32         |             |             |  |
|                |                          |                |              |              |             |             |  |
| Inscrits       | Inscrits                 | Inscrits       | 82 342       | 100,00       | 82 343      | 100,00      |  |
| Abstentions    | Abstentions              | Abstentions    | 13 860       | 16,83        | 12 093      | 14,69       |  |
| Votants        | Votants                  | Votants        | 68 482       | 83,17        | 70 250      | 85,31       |  |
| Blancs et nuls | Blancs et nuls           | Blancs et nuls | 1 863        | 2,72         | 2 539       | 3,61        |  |
| Exprimés       | Exprimés                 | Exprimés       | 66 619       | 97,28        | 67 711      | 96,39       |  |

Le suppléant de Henri Duffaut était Fernand Lombard.

### Élections de 1978
| Candidat       | Candidat             | Parti          | Premier tour | Premier tour | Second tour | Second tour |  |
| Candidat       | Candidat             | Parti          | Voix         | %            | Voix        | %           |  |
| -------------- | -------------------- | -------------- | ------------ | ------------ | ----------- | ----------- |  |
|                | Jean-Pierre Roux     | RPR            | 20 273       | 24,92        | 40 766      | 48,42       |  |
|                | Dominique Taddei élu | PS             | 19 767       | 24,3         | 43 419      | 51,58       |  |
|                | Jacques Bertrand     | PCF            | 17 898       | 22           | Retrait     | Retrait     |  |
|                | René Dubois          | UDF (CDS)      | 14 976       | 18,41        | Retrait     | Retrait     |  |
|                | Claude Leroy         | PSU (FA)       | 2 585        | 3,18         |             |             |  |
|                | Égide Rossi          | Extrême droite | 1 602        | 1,97         |             |             |  |
|                | Charles Sarfati      | MRG            | 1 266        | 1,56         |             |             |  |
|                | Jacques Binder       | LO             | 898          | 1,1          |             |             |  |
|                | Michel Delarche      | MDD            | 796          | 0,98         |             |             |  |
|                | Guy Meunier          | LCR            | 739          | 0,91         |             |             |  |
|                | Louis Giraud         | FN             | 541          | 0,67         |             |             |  |
|                |                      |                |              |              |             |             |  |
| Inscrits       | Inscrits             | Inscrits       | 98 928       | 100,00       | 98 816      | 100,00      |  |
| Abstentions    | Abstentions          | Abstentions    | 15 725       | 15,9         | 12 631      | 12,78       |  |
| Votants        | Votants              | Votants        | 83 203       | 84,1         | 86 185      | 87,22       |  |
| Blancs et nuls | Blancs et nuls       | Blancs et nuls | 1 862        | 2,24         | 2 000       | 2,32        |  |
| Exprimés       | Exprimés             | Exprimés       | 81 341       | 97,76        | 84 185      | 97,68       |  |

Le suppléant de Dominique Taddei était Charles Reboul, agriculteur, maire de Robion.

### Élections de 1981
| Candidat       | Candidat                       | Parti          | Premier tour | Premier tour | Second tour | Second tour |  |
| Candidat       | Candidat                       | Parti          | Voix         | %            | Voix        | %           |  |
| -------------- | ------------------------------ | -------------- | ------------ | ------------ | ----------- | ----------- |  |
|                | Dominique Taddei sortant réélu | PS             | 32 658       | 44,90        | 46 378      | 60,31       |  |
|                | Jean-Pierre Roux               | RPR (UNM)      | 27 971       | 38,46        | 30 527      | 39,69       |  |
|                | Jacques Bertrand               | PCF            | 12 099       | 16,64        |             |             |  |
|                |                                |                |              |              |             |             |  |
| Inscrits       | Inscrits                       | Inscrits       | 104 005      | 100,00       | 103 995     | 100,00      |  |
| Abstentions    | Abstentions                    | Abstentions    | 29 893       | 28,74        | 25 293      | 24,32       |  |
| Votants        | Votants                        | Votants        | 74 112       | 71,26        | 78 702      | 75,68       |  |
| Blancs et nuls | Blancs et nuls                 | Blancs et nuls | 1 384        | 1,87         | 1 797       | 2,28        |  |
| Exprimés       | Exprimés                       | Exprimés       | 72 728       | 98,13        | 76 905      | 97,72       |  |

Le suppléant de Dominique Taddei était Charles Reboul.

### Élections de 1988
| Candidat       | Candidat                 | Parti          | Premier tour | Premier tour | Second tour | Second tour |  |
| Candidat       | Candidat                 | Parti          | Voix         | %            | Voix        | %           |  |
| -------------- | ------------------------ | -------------- | ------------ | ------------ | ----------- | ----------- |  |
|                | Guy Ravier élu           | PS             | 17 301       | 37,61        | 25 531      | 53,04       |  |
|                | Jean-Pierre Roux sortant | RPR (URC)      | 14 979       | 32,57        | 22 600      | 46,96       |  |
|                | Michèle Daire            | FN             | 8 235        | 17,9         |             |             |  |
|                | Marcelle Landau          | PCF            | 3 272        | 7,11         |             |             |  |
|                | René Pélisson            | Les Verts      | 2 210        | 4,8          |             |             |  |
|                | Jean-Marc Bluy           | Divers         | 0            | 0            |             |             |  |
|                |                          |                |              |              |             |             |  |
| Inscrits       | Inscrits                 | Inscrits       | 67 854       | 100,00       | 67 854      | 100,00      |  |
| Abstentions    | Abstentions              | Abstentions    | 21 152       | 31,17        | 18 036      | 26,58       |  |
| Votants        | Votants                  | Votants        | 46 702       | 68,83        | 49 818      | 73,42       |  |
| Blancs et nuls | Blancs et nuls           | Blancs et nuls | 705          | 1,51         | 1 687       | 3,39        |  |
| Exprimés       | Exprimés                 | Exprimés       | 45 997       | 98,49        | 48 131      | 96,61       |  |

Le suppléant de Guy Ravier était Richard Villiard, assistant chef de travaux, conseiller municipal de Morières-lès-Avignon.

### Élections de 1993
| Candidat       | Candidat              | Parti             | Premier tour | Premier tour | Second tour | Second tour |  |
| Candidat       | Candidat              | Parti             | Voix         | %            | Voix        | %           |  |
| -------------- | --------------------- | ----------------- | ------------ | ------------ | ----------- | ----------- |  |
|                | Marie-Josée Roig élue | RPR (UPF)         | 11 713       | 26,12        | 21 975      | 59,44       |  |
|                | Jacques Bompard       | FN                | 10 330       | 23,03        | 14 997      | 40,56       |  |
|                | Guy Ravier sortant    | PS (ADFP)         | 7 868        | 17,54        |             |             |  |
|                | Jean-Pierre Roux      | Divers droite     | 3 873        | 8,64         |             |             |  |
|                | René Pélisson         | Les Verts (EÉ)    | 3 817        | 8,51         |             |             |  |
|                | Marcelle Landau       | PCF               | 2 939        | 6,55         |             |             |  |
|                | Mouloud Rezouali      | Divers            | 1 160        | 2,59         |             |             |  |
|                | Ange Pavinato         | LT-LNÉ            | 1 143        | 2,55         |             |             |  |
|                | Alain Emphoux         | Divers gauche     | 660          | 1,47         |             |             |  |
|                | Bruno Sevin           | UÉD               | 481          | 1,07         |             |             |  |
|                | Nicole Calvet         | PT                | 459          | 1,02         |             |             |  |
|                | Sylvain Iordanoff     | MDR               | 231          | 0,52         |             |             |  |
|                | Anita Ortega          | PLN               | 157          | 0,35         |             |             |  |
|                | Régis Botella         | Divers écologiste | 18           | 0,04         |             |             |  |
|                |                       |                   |              |              |             |             |  |
| Inscrits       | Inscrits              | Inscrits          | 68 165       | 100,00       | 68 165      | 100,00      |  |
| Abstentions    | Abstentions           | Abstentions       | 21 018       | 30,83        | 23 178      | 34          |  |
| Votants        | Votants               | Votants           | 47 147       | 69,17        | 44 987      | 66          |  |
| Blancs et nuls | Blancs et nuls        | Blancs et nuls    | 2 298        | 4,87         | 8 015       | 17,82       |  |
| Exprimés       | Exprimés              | Exprimés          | 44 849       | 95,13        | 36 972      | 82,18       |  |

Le suppléant de Marie-Josée Roig était Alain Cortade, maire adjoint du Pontet.

### Élections de 1997
| Candidat       | Candidat                  | Parti             | Premier tour | Premier tour | Second tour | Second tour |  |
| Candidat       | Candidat                  | Parti             | Voix         | %            | Voix        | %           |  |
| -------------- | ------------------------- | ----------------- | ------------ | ------------ | ----------- | ----------- |  |
|                | Marie-Josée Roig sortante | RPR               | 13 166       | 30,4         | 19 739      | 41,37       |  |
|                | Élisabeth Guigou élue     | PS                | 12 698       | 29,31        | 20 030      | 41,98       |  |
|                | Thibaut de La Tocnaye     | FN                | 10 348       | 23,89        | 7 946       | 16,65       |  |
|                | Henri Talau               | PCF               | 3 185        | 7,35         |             |             |  |
|                | Aimé Guenoun              | GÉ                | 887          | 2,05         |             |             |  |
|                | Maurice Augustin          | Divers droite     | 619          | 1,43         |             |             |  |
|                | Gérard Lecomte            | MDC               | 590          | 1,36         |             |             |  |
|                | Ange Pavinato             | LT-LNÉ            | 555          | 1,28         |             |             |  |
|                | Robert Peinado            | PT                | 441          | 1,02         |             |             |  |
|                | Jean-Daniel Macabet       | MÉI               | 289          | 0,67         |             |             |  |
|                | Claudine Drouin Scapin    | US4J              | 284          | 0,66         |             |             |  |
|                | Sylvain Iordanoff         | Divers écologiste | 181          | 0,42         |             |             |  |
|                | Christian Dernelle        | Divers écologiste | 72           | 0,17         |             |             |  |
|                | Christian Salvetti        | Divers droite     | 1            | 0            |             |             |  |
|                | Mouloud Rezouali          | Divers            | 0            | 0            |             |             |  |
|                |                           |                   |              |              |             |             |  |
| Inscrits       | Inscrits                  | Inscrits          | 66 041       | 100,00       | 66 041      | 100,00      |  |
| Abstentions    | Abstentions               | Abstentions       | 20 699       | 31,34        | 16 970      | 25,7        |  |
| Votants        | Votants                   | Votants           | 45 342       | 68,66        | 49 071      | 74,3        |  |
| Blancs et nuls | Blancs et nuls            | Blancs et nuls    | 2 026        | 4,47         | 1 356       | 2,76        |  |
| Exprimés       | Exprimés                  | Exprimés          | 43 316       | 95,53        | 47 715      | 97,24       |  |

La suppléante d'Elisabeth Guigou était Cécile Helle, Maitre de conférences à Avignon Université. Cécile Helle remplaça Elisabeth Guigou, nommée membre du Gouvernement, du 5 juillet 1997 au 18 juin 2002.

### Élections de 2002
| Candidat                     | Candidat              | Parti                   | Premier tour | Premier tour | Second tour | Second tour |  |
| Candidat                     | Candidat              | Parti                   | Voix         | %            | Voix        | %           |  |
| ---------------------------- | --------------------- | ----------------------- | ------------ | ------------ | ----------- | ----------- |  |
|                              | Marie-Josée Roig élue | UMP                     | 17 888       | 41,16        | 22 612      | 58,36       |  |
|                              | Cécile Helle sortante | PS (Les Verts)          | 11 659       | 26,83        | 16 135      | 41,64       |  |
|                              | Thibaut de La Tocnaye | FN                      | 8 389        | 19,30        |             |             |  |
|                              | André Castelli        | PCF                     | 1 899        | 4,37         |             |             |  |
|                              | José Rodriguez        | LCR                     | 584          | 1,34         |             |             |  |
|                              | Jacques Langlade      | MNR                     | 495          | 1,14         |             |             |  |
|                              | Ange Pavinato         | Divers écologiste       | 416          | 0,96         |             |             |  |
|                              | Annick Escoute        | Pôle républicain        | 365          | 0,84         |             |             |  |
|                              | Jean-Marc Groffier    | Divers écologiste       | 275          | 0,63         |             |             |  |
|                              | Nazaire Alibay        | LO                      | 213          | 0,49         |             |             |  |
|                              | Françoise Abrial      | Divers écologiste (MÉI) | 213          | 0,49         |             |             |  |
|                              | Béatrice Robert       | CPNT                    | 204          | 0,47         |             |             |  |
|                              | Nicole Calvet         | Extrême gauche (PT)     | 202          | 0,46         |             |             |  |
|                              | Jeanine Saurat        | MPF                     | 159          | 0,37         |             |             |  |
|                              | Olivier Benoit        | Divers écologiste       | 147          | 0,34         |             |             |  |
|                              | Patricia Martinez     | Extrême droite (DDC)    | 131          | 0,30         |             |             |  |
|                              | Patrick Choffrut      | Régionaliste            | 92           | 0,21         |             |             |  |
|                              | Philippe Jaffre       | Divers                  | 48           | 0,11         |             |             |  |
|                              | Aglaëe Chilliard      | Divers droite (CNIP)    | 41           | 0,09         |             |             |  |
|                              | Alexandre Rousset     | Divers                  | 36           | 0,08         |             |             |  |
|                              | Jean-Paul Echegaray   | Divers                  | 3            | 0,01         |             |             |  |
|                              | Émile Gines           | diss. UDF               | 0            | 0,00         |             |             |  |
|                              |                       |                         |              |              |             |             |  |
| Inscrits                     | Inscrits              | Inscrits                | 68 298       | 100,00       | 68 298      | 100,00      |  |
| Abstentions                  | Abstentions           | Abstentions             | 24 047       | 35,21        | 27 568      | 40,36       |  |
| Votants                      | Votants               | Votants                 | 44 251       | 64,79        | 40 730      | 59,64       |  |
| Blancs et nuls               | Blancs et nuls        | Blancs et nuls          | 792          | 1,79         | 1 983       | 4,87        |  |
| Exprimés                     | Exprimés              | Exprimés                | 43 459       | 98,21        | 38 747      | 95,13       |  |
| Source : Assemblée nationale |                       |                         |              |              |             |             |  |

Le suppléant de Marie-Josée Roig était Alain Cortade, gérant de société retraité, maire du Pontet. Alain Cortade remplaça Marie-Josée Roig, nommée membre du gouvernement, du 1er mai 2004 au 19 juin 2007.

### Élections de 2007
| Candidat       | Candidat                         | Parti          | Premier tour | Premier tour | Second tour | Second tour |  |
| Candidat       | Candidat                         | Parti          | Voix         | %            | Voix        | %           |  |
| -------------- | -------------------------------- | -------------- | ------------ | ------------ | ----------- | ----------- |  |
|                | Marie-Josée Roig sortante réélue | UMP            | 18 720       | 44,69        | 22 479      | 56,71       |  |
|                | Michèle Fournier-Armand          | PS             | 8 858        | 21,15        | 17 160      | 43,29       |  |
|                | Jeannine Calves                  | UDF–MoDem      | 3 368        | 8,04         |             |             |  |
|                | Thibaut de La Tocnaye            | FN             | 3 265        | 7,79         |             |             |  |
|                | André Castelli                   | PCF            | 2 869        | 6,85         |             |             |  |
|                | Abdellatif Dehy                  | LCR            | 1 196        | 2,86         |             |             |  |
|                | Marie-Paule Lolo                 | Les Verts      | 999          | 2,38         |             |             |  |
|                | Akim Rahmouni                    | Divers         | 658          | 1,57         |             |             |  |
|                | Martine Furioli-Beaunier         | MPF            | 424          | 1,01         |             |             |  |
|                | Jean Schultheis                  | GÉ             | 340          | 0,81         |             |             |  |
|                | Thomas Voisin                    | Divers         | 283          | 0,68         |             |             |  |
|                | Philippe Cattoën                 | MNR            | 260          | 0,62         |             |             |  |
|                | Hélène Veillant                  | LO             | 223          | 0,53         |             |             |  |
|                | Claude Pingouroux                | CPNT           | 218          | 0,52         |             |             |  |
|                | Nicole Calvet                    | PT             | 206          | 0,49         |             |             |  |
|                | Colette Tinel                    | Divers         | 0            | 0,00         |             |             |  |
|                |                                  |                |              |              |             |             |  |
| Inscrits       | Inscrits                         | Inscrits       | 71 552       | 100,00       | 71 552      | 100,00      |  |
| Abstentions    | Abstentions                      | Abstentions    | 28 972       | 40,49        | 29 875      | 41,75       |  |
| Votants        | Votants                          | Votants        | 42 580       | 59,51        | 41 677      | 58,25       |  |
| Blancs et nuls | Blancs et nuls                   | Blancs et nuls | 693          | 1,63         | 2 038       | 4,89        |  |
| Exprimés       | Exprimés                         | Exprimés       | 41 887       | 98,37        | 39 639      | 95,11       |  |

### Élections de 2012
| Candidat       | Candidat                    | Parti                      | Premier tour | Premier tour | Second tour | Second tour |  |
| Candidat       | Candidat                    | Parti                      | Voix         | %            | Voix        | %           |  |
| -------------- | --------------------------- | -------------------------- | ------------ | ------------ | ----------- | ----------- |  |
|                | Michèle Fournier-Armand élu | PS                         | 11 107       | 27,45        | 18 264      | 45,25       |  |
|                | Thibaut de la Tocnaye       | FN                         | 9 862        | 24,37        | 11 309      | 28,02       |  |
|                | Valérie Wagner              | UMP (PRV)                  | 9 619        | 23,77        | 10 787      | 26,73       |  |
|                | André Castelli              | FG (PCF)                   | 5 990        | 14,80        |             |             |  |
|                | Mohamed Zaïdat              | EÉLV                       | 1 171        | 2,89         |             |             |  |
|                | Pierre Maurel               | MoDem                      | 731          | 1,81         |             |             |  |
|                | François Jacob              | Divers écologiste (LT-LNÉ) | 456          | 1,13         |             |             |  |
|                | Patrick Gangloff            | Divers droite (RPF)        | 376          | 0,93         |             |             |  |
|                | Célia Bézert                | Divers droite (DLR)        | 237          | 0,59         |             |             |  |
|                | Sliman Bensalem             | Divers droite              | 209          | 0,52         |             |             |  |
|                | Brigitte Romero             | Divers écologiste (AÉI)    | 185          | 0,46         |             |             |  |
|                | Stéphane Geslin             | Extrême gauche (POI)       | 139          | 0,34         |             |             |  |
|                | Hélène Veillant             | Extrême gauche (LO)        | 131          | 0,32         |             |             |  |
|                | Stéphane Bouchet            | Extrême gauche (NPA)       | 113          | 0,28         |             |             |  |
|                | Régine Balboni              | Divers droite              | 107          | 0,26         |             |             |  |
|                | Patrick M'Bomo Ibara        | Divers                     | 35           | 0,09         |             |             |  |
|                |                             |                            |              |              |             |             |  |
| Inscrits       | Inscrits                    | Inscrits                   | 72 480       | 100,00       | 72 480      | 100,00      |  |
| Abstentions    | Abstentions                 | Abstentions                | 31 442       | 43,38        | 31 144      | 42,97       |  |
| Votants        | Votants                     | Votants                    | 41 038       | 56,62        | 41 336      | 57,03       |  |
| Blancs et nuls | Blancs et nuls              | Blancs et nuls             | 570          | 1,39         | 976         | 2,36        |  |
| Exprimés       | Exprimés                    | Exprimés                   | 40 468       | 98,61        | 40 360      | 97,64       |  |

### Élections de 2017
Les élections législatives françaises de 2017 ont lieu les dimanches 11 et 18 juin 2017.
|                                                                          | |                           |                           |                          |                          |
|                                                                          | | Premier tour 11 juin 2017 | Premier tour 11 juin 2017 | Second tour 18 juin 2017 | Second tour 18 juin 2017 |
|                                                                          | |                           |                           |                          |                          |
|                                                                          | | Nombre                    | % des inscrits            | Nombre                   | % des inscrits           |
| Inscrits                                                                 | Inscrits | 72 991                    | 100,00                    | 73 001                   | 100,00                   |
| Abstentions                                                              | Abstentions                                                                                                   | 40 727                    | 55,80                     | 43 837                   | 60,05                    |
| Votants                                                                  | Votants | 32 264                    | 44,20                     | 29 164                   | 39,95                    |
|                                                                          | |                           | % des votants             |                          | % des votants            |
| Bulletins blancs                                                         | Bulletins blancs                                                                                              | 502                       | 1,56                      | 2 166                    | 7,43                     |
| Bulletins nuls                                                           | Bulletins nuls                                                                                                | 207                       | 0,64                      | 787                      | 2,70                     |
| Suffrages exprimés                                                       | Suffrages exprimés                                                                                            | 31 555                    | 97,80                     | 26 211                   | 89,87                    |
|                                                                          | |                           |                           |                          |                          |
| Candidat Étiquette politique (partis et alliances)                       | Candidat Étiquette politique (partis et alliances)                                                            | Voix                      | % des exprimés            | Voix                     | % des exprimés           |
|                                                                          | |                           |                           |                          |                          |
|                                                                          | Jean-François Cesarini La République en marche                                                                | 9 495                     | 30,09                     | 15 227                   | 58,09                    |
|                                                                          | Anne-Sophie Rigault Front national                                                                            | 7 261                     | 23,01                     | 10 984                   | 41,91                    |
|                                                                          | Amandine Laugier La France insoumise                                                                          | 4 090                     | 12,96                     |                          |                          |
|                                                                          | Stéphanie Parry Les Républicains (Union des démocrates et indépendants - Chasse, pêche, nature et traditions) | 3 288                     | 10,42                     |                          |                          |
|                                                                          | André Castelli Parti communiste français (Ensemble !)                                                         | 2 408                     | 7,63                      |                          |                          |
|                                                                          | Christine Lagrange Parti socialiste (Parti radical de gauche - Mouvement républicain et citoyen)              | 1 354                     | 4,29                      |                          |                          |
|                                                                          | Jean-Pierre Cervantès Europe Écologie Les Verts                                                               | 1 007                     | 3,19                      |                          |                          |
|                                                                          | Audrey Castanet Écologiste (Confédération pour l'homme, l'animal et la planète)                               | 485                       | 1,54                      |                          |                          |
|                                                                          | Pierre Bories Divers                                                                                          | 403                       | 1,28                      |                          |                          |
|                                                                          | Alain Gouin Debout la France                                                                                  | 352                       | 1,12                      |                          |                          |
|                                                                          | Denis Schmid Divers (Parti animaliste)                                                                        | 321                       | 1,02                      |                          |                          |
|                                                                          | Monique Berion Divers gauche (Nouvelle Donne)                                                                 | 231                       | 0,73                      |                          |                          |
|                                                                          | Claudine Rodinson Lutte ouvrière                                                                              | 211                       | 0,67                      |                          |                          |
|                                                                          | Bruno Rolland du Roscoat Divers (Union populaire républicaine)                                                | 200                       | 0,63                      |                          |                          |
|                                                                          | Kader Guettaf Divers gauche (Mouvement des progressistes)                                                     | 123                       | 0,39                      |                          |                          |
|                                                                          | Stéphane Geslin Extrême gauche (Parti ouvrier indépendant démocratique)                                       | 100                       | 0,32                      |                          |                          |
|                                                                          | Gaetan Nguyen-Hun Divers                                                                                      | 99                        | 0,31                      |                          |                          |
|                                                                          | Philip Cripe Divers                                                                                           | 70                        | 0,22                      |                          |                          |
|                                                                          | Philippe Jaffre Divers                                                                                        | 57                        | 0,18                      |                          |                          |
| Source : Ministère de l'Intérieur - Première circonscription de Vaucluse | |                           |                           |                          |                          |

### Élections de 2022
Les élections législatives françaises de 2022 ont lieu les dimanches 12 et 19 juin 2022.
| Résultats des élections législatives des 12 et 19 juin 2022 de la 1re circonscription de Vaucluse |                          |                          |                          |              |              |             |             |
| Candidat                                                                                          | Candidat                 | Parti et coalition       | Nuance                   | Premier tour | Premier tour | Second tour | Second tour |
| Candidat                                                                                          | Candidat                 | Parti et coalition       | Nuance                   | Voix         | %            | Voix        | %           |
|                                                                                                   | Farid Faryssy            | LFI (NUPES)              | NUP                      | 9 338        | 30,55        | 14 065      | 48,86       |
|                                                                                                   | Joris Hébrard            | RN                       | RN                       | 9 160        | 29,97        | 14 721      | 51,14       |
|                                                                                                   | Souad Zitouni            | LREM (ENS)               | ENS                      | 6 985        | 22,85        |             |             |
|                                                                                                   | Ophélie Nau              | REC                      | REC                      | 1 428        | 4,67         |             |             |
|                                                                                                   | Dominique Brogi          | LR (UDC)                 | LR                       | 1 359        | 4,45         |             |             |
|                                                                                                   | Kheira Seddik            | SE                       | DVD                      | 752          | 2,46         |             |             |
|                                                                                                   | Denis Schmid             | PA                       | ECO                      | 579          | 1,89         |             |             |
|                                                                                                   | Christine Chatenay       | OLP (RPS)                | REG                      | 277          | 0,91         |             |             |
|                                                                                                   | Vincent Lemaire          | SE                       | DVG                      | 253          | 0,83         |             |             |
|                                                                                                   | Stéphane Geslin          | POID                     | DXG                      | 249          | 0,81         |             |             |
|                                                                                                   | Salvator Rizza           | LO                       | DXG                      | 187          | 0,61         |             |             |
|                                                                                                   | Philippe Pascal          | GDS                      | DVG                      | 0            | 0,00         |             |             |
| Votes valides                                                                                     | Votes valides            | Votes valides            | Votes valides            | 30 567       | 97,75        | 28 786      | 89,82       |
| Votes blancs                                                                                      | Votes blancs             | Votes blancs             | Votes blancs             | 517          | 1,65         | 2 458       | 7,67        |
| Votes nuls                                                                                        | Votes nuls               | Votes nuls               | Votes nuls               | 185          | 0,59         | 804         | 2,51        |
| Total                                                                                             | Total                    | Total                    | Total                    | 31 269       | 100          | 32 048      | 100         |
| Abstention                                                                                        | Abstention               | Abstention               | Abstention               | 42 496       | 57,61        | 41 738      | 56,57       |
| Inscrits / participation                                                                          | Inscrits / participation | Inscrits / participation | Inscrits / participation | 73 765       | 42,39        | 73 786      | 43,43       |

### Élections de 2024
LFI présente Raphaël Arnault, un militant de la Jeune Garde antifasciste. Le candidat est remarqué par la presse nationale et critiqué par ses adversaires pour sa fiche S et sa condamnation en première instance pour violences. Il est également critiqué à gauche pour son parachutage depuis Lyon et est contesté par le dissident Philippe Pascal, un militant ancré localement et anciennement membre de l'aile gauche du Parti socialiste, qui bénéficie du soutien de la maire socialiste d'Avignon Cécile Helle. Le militant antifasciste bénéficie toutefois d'un plus grand nombre de militants venant de tout le département et d'une forte mobilisation des quartiers populaires. Il est l'un des deux seuls candidats de gauche à ravir une circonscription au RN lors de ces élections.
| Candidat                 | Candidat                  | Parti et coalition       | Nuance                   | Premier tour | Premier tour | Second tour | Second tour |
| Candidat                 | Candidat                  | Parti et coalition       | Nuance                   | Voix         | %            | Voix        | %           |
| ------------------------ | ------------------------- | ------------------------ | ------------------------ | ------------ | ------------ | ----------- | ----------- |
|                          | Raphaël Arnault, élu      | LFI (NFP)                | UG                       | 11 155       | 24,76        | 22 883      | 54,98       |
|                          | Catherine Jaouen sortante | RN                       | RN                       | 15 598       | 34,62        | 18 739      | 45,02       |
|                          | Philippe Pascal,          | GDS                      | DVG                      | 8 229        | 18,27        |             |             |
|                          | Malika Di Fraja           | RE (ENS)                 | ENS                      | 7 264        | 16,12        |             |             |
|                          | Johan Courtois            | LR                       | LR                       | 1 459        | 3,24         |             |             |
|                          | Philippe Toutain          | REC                      | REC                      | 594          | 1,32         |             |             |
|                          | Christine Chatenay        | OP (R&PS)                | REG                      | 391          | 0,87         |             |             |
|                          | Eddine Ghouali            | LO                       | EXG                      | 361          | 0,80         |             |             |
|                          |                           |                          |                          |              |              |             |             |
| Suffrages exprimés       | Suffrages exprimés        | Suffrages exprimés       | Suffrages exprimés       | 45 051       | 97,62        | 41 622      | 90,19       |
| Votes blancs             | Votes blancs              | Votes blancs             | Votes blancs             | 773          | 1,68         | 3 423       | 7,42        |
| Votes nuls               | Votes nuls                | Votes nuls               | Votes nuls               | 325          | 0,70         | 1 102       | 2,39        |
| Total                    | Total                     | Total                    | Total                    | 46 149       | 100          | 46 147      | 100         |
| Abstention               | Abstention                | Abstention               | Abstention               | 27 871       | 37,65        | 27 888      | 37,67       |
| Inscrits / participation | Inscrits / participation  | Inscrits / participation | Inscrits / participation | 74 020       | 62,35        | 74 035      | 62,33       |

#### Par communes, premier tour
| Commune              | Ghouali | Ghouali | Arnault | Arnault | Pascal | Pascal | Chatenay | Chatenay | Di Fraja | Di Fraja | Courtois | Courtois | Jaouen | Jaouen | Toutain | Toutain | P.    |
| Commune              | #       | %       | #       | %       | #      | %      | #        | %        | #        | %        | #        | %        | #      | %      | #       | %       | P.    |
| -------------------- | ------- | ------- | ------- | ------- | ------ | ------ | -------- | -------- | -------- | -------- | -------- | -------- | ------ | ------ | ------- | ------- | ----- |
| Avignon              | 274     | 0,81    | 9 375   | 27,82   | 6 728  | 19,96  | 307      | 0,91     | 5 407    | 16,04    | 1 075    | 3,19     | 10 120 | 30,03  | 416     | 1,23    | 60,62 |
| Le Pontet            | 55      | 0,81    | 1 239   | 18,23   | 914    | 13,45  | 49       | 0,72     | 1 036    | 15,24    | 225      | 3,31     | 3 164  | 46,55  | 115     | 1,69    | 66,33 |
| Morières-lès-Avignon | 31      | 0,68    | 541     | 11,90   | 587    | 12,91  | 35       | 0,77     | 821      | 18,05    | 159      | 3,50     | 2 311  | 50,81  | 63      | 1,39    | 70,81 |

#### Par communes, second tour
| Commune              | Arnault | Arnault | Jaouen | Jaouen | P.    |
| Commune              | #       | %       | #      | %      | P.    |
| -------------------- | ------- | ------- | ------ | ------ | ----- |
| Avignon              | 18 863  | 60,44   | 12 346 | 39,56  | 60,73 |
| Le Pontet            | 2 627   | 41,53   | 3 698  | 58,47  | 66,28 |
| Morières-lès-Avignon | 1 393   | 34,08   | 2 695  | 65,92  | 69,82 |